# フィリップ・ディラヴェリス
フィリップ・ディラヴェリス（Filip Delaveris、2000年12月10日 - ）は、ノルウェー出身のサッカー選手。SKブラン所属。ポジションはフォワード。